# Markus Zusak

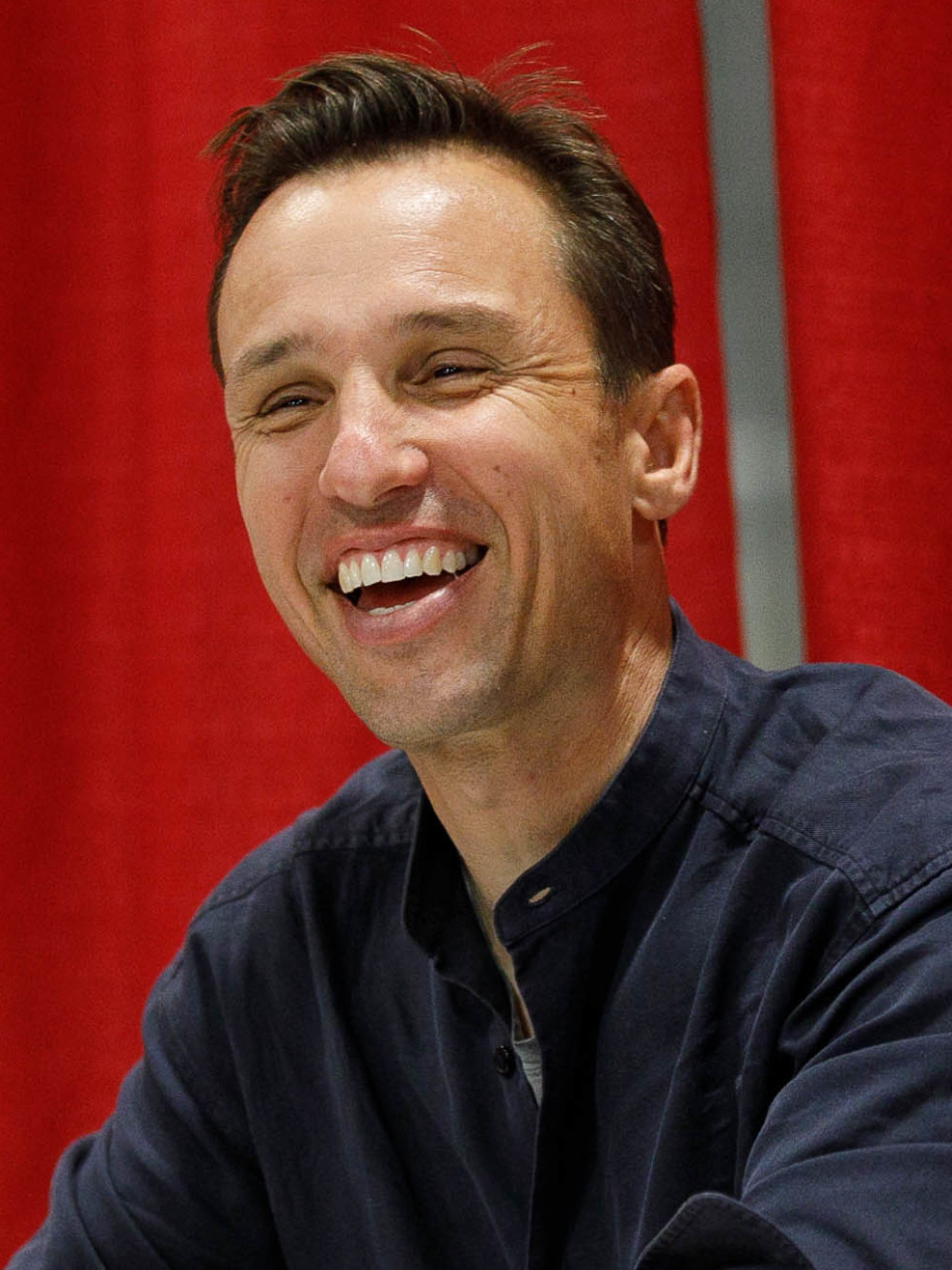
Markus Zusak, 2019

Markus Frank Zusak (* 23. Juni 1975 in Sydney) ist ein deutsch-australischer Schriftsteller. Bekannt wurde er vor allem durch seine Werke
Der Joker (I am the Messenger) und Die Bücherdiebin (The Book Thief). Für beide Titel wurden er und die Übersetzerin Alexandra Ernst mit dem Deutschen Jugendliteraturpreis der Jugendjury ausgezeichnet (2007 und 2009).

## Leben
Zusak wurde als jüngstes von vier Kindern geboren. Seine Mutter ist Deutsche, sein Vater Österreicher, die in den 1950er Jahren nach Australien auswanderten. Er studierte Geschichte und Englisch an der University of New South Wales. Die Erzählungen seiner Eltern über die Bombenangriffe auf München und die Judenverfolgung im Zweiten Weltkrieg dienten ihm als Vorlage für den Roman Die Bücherdiebin (The Book Thief). Er lebt heute zusammen mit seiner Familie in Sydney. Neben der schriftstellerischen Tätigkeit arbeitet er gelegentlich als Englischlehrer an einer High School.

## Werke und Auszeichnungen
- The Underdog, 1999 (dt. Underdog, 2002)
- Fighting Ruben Wolfe, 2000 (dt. Vorstadt-Fighter, 2005)
- When Dogs Cry / Getting the Girl, 2001 (dt. When Dogs Cry, 2008; Vorstadt-Fighter und When Dogs Cry zusammen in einem Band: Wilde Hunde, 2010)
- The Messenger / I Am the Messenger, 2002 (dt. Der Joker, 2006)
  - Children’s Book Council Book of the Year Award 2003
  - Publishers Weekly Best Books of the Year-Children 2005
  - ALA Best Books for Young Adults 2006
  - Michael L. Printz Honor book 2006
  - Bulletin Blue Ribbon Book 2006
  - Goldener Lufti in der 12. Preisrunde (28. Dezember 2006)
  - Jugendbuchpreis der Jury der jungen Leser 2007
  - Deutscher Jugendliteraturpreis 2007
- The Book Thief, 2005 (dt. Die Bücherdiebin, 2008)
  - Michael L. Printz Honor book 2007
  - Sydney Taylor Book Award 2007
  - ALA Best Books for Young Adults 2007
  - Buxtehuder Bulle 2009, für das beste erzählende deutschsprachige Jugendbuch des Jahres 2008
  - Deutscher Jugendliteraturpreis 2009
  - LovelyBooks Leserpreis 2009 in der Kategorie Allgemeine Literatur
- Bridge of Clay, 2018 (dt. Nichts weniger als ein Wunder, 2019)
- Three Wild Dogs (and the truth), 2024